# Dichromia lipara
Dichromia lipara är en fjärilsart som beskrevs av Alfred Ernest Wileman och Reginald James West 1930.
Dichromia lipara ingår i släktet Dichromia och familjen nattflyn. Inga underarter finns listade i Catalogue of Life.